# Xianqing ouji
Das Buch Xianqing ouji (chinesisch: 闲情偶寄; Pinyin: Xiánqíng ǒujì; „Gelegentliche Aufzeichnungen aus Mußestunden“) wurde von dem Theaterautoren und -kritiker Li Yu in der Zeit der Qing-Dynastie verfasst. Der Autor stammt aus Lanxi in der Provinz Zhejiang. Das Werk behandelt verschiedene Themen.

## Inhaltsübersicht
- Ci-Dichtungen (cí 词)
- Qu-Dichtungen (qǔ 曲)
- Theater (yǎnxì 演戏)
- Haus und Hof (jūshì 居室)
- Getränke und Speisen (yǐnzhuàn 饮馔)
- Architektur (yíngzào 营造)
- Gartenbau (yuányì 园艺)
- Gesundheit (yǎngshēng 养生)

## Das Kapitel „Getränke und Speisen“
Das den „Getränken und Speisen“ gewidmete Kapitel umfasst: Gemüse (shucai 蔬菜), Körnergerichte (gushi 谷食) und Fleischspeisen (roushi 肉食), worunter auch Fische, Meeresfrüchte usw. fallen. Bei der Erörterung der Getränke und der Essen gibt er häufig den Geschmack seiner eigenen Familie wieder, alle haben besondere Charakteristika. – Auch das letzte Kapitel (im Original: yíyǎng 颐养[頤養]) enthält für die Geschichte der Ess- und Trinkkultur der Zeit der Qing-Dynastie wichtige Informationen. Das Kapitel wurde von Thomas Gwinner übersetzt.

## Kulinarisches Kapitel: Überblick
- Gemüse (shucai 蔬菜)
  - Bambussprossen
  - Pilze
  - Brasenia (water shield, ein Haarnixengewächs)
  - verschiedene Gemüse
  - Kürbis/Melone, Aubergine, Flaschenkürbis, Taro, Yamswurzel
  - Lauchzwiebel, Knoblauch und Lauch
  - Rettich
  - Brauner Senf

- Körnergerichte (gushi 谷食) 
  - Reisgericht und Reisbrei
  - Suppe
  - Kuchen/Backwerk und kleine Imbisse
  - Teigwaren
  - Stärke

- Fleischspeisen (roushi 肉食)
  - Schwein
  - Hammel
  - Rind
  - Hund
  - Huhn
  - Gans
  - Ente
  - Wildvögel
  - Wildtiere
  - Fisch
  - Garnelen
  - Weichschildkröten
  - Krabben
  - verschiedene Wassertiere

## Ausgaben
Der Abschnitt über Getränke und Speisen (yinshi bufen 饮食部分 u. a.) ist in der kulinarischen Buchreihe Zhongguo pengren guji congkan enthalten.